# Ян Гафт
Ян Міхаель Гафт (нар. 1967, Мюнхен) — німецький режисер-документаліст, чиї фільми про тварин і про природу отримали численні нагороди.

## Життєпис
Ян Гафт — син вчителя початкової школи, його батько — фізик. Ще в дитинстві Ян Гафт захоплювався дикою природою рідного краю, тому його бажання займатися професійною діяльністю згодом виявилося рано. Працював у Асоціації охорони птахів. Вивчав геологію, палеонтологію та біологію в Технічному університеті Мюнхена та Вюрцбурзькому університеті . На початку 1990-х він почав працювати асистентом у фільмі про тварин, де допомагав у роботі протягом кількох місяців знімальних поїздок, наприклад Віланда Ліппольдмюллера чи Вальтера Зігля, і набув важливого досвіду.
У 1996 році Ян Гафт заснував власну кінокомпанію, що з 2001 року працювала під назвою «nautilusfilm GmbH», разом із якою знімав документальні фільми про природу, які отримали численні нагороди. Сьогодні його компанія є однією з найуспішніших у німецькій індустрії фільмів про природу. До 2015 року він отримав понад 180 нагород на міжнародних фестивалях про природу. Ян Гафт живе в долині Ізен у Верхній Баварії, про що він зробив відомий у документальному фільмі «Mein Isental», який отримав багато нагород. Інші проєкти повели його по всьому світу.
Фільми Яна Гафта зазвичай спільно продюсує громадське телебачення. Редакційна група 3sat оцінила його роботу: «Гафт не обов'язково зосереджується на могутньому, великому, але висвітлює дрібні речі, наприклад, жуків-оленів, королівських риб чи польових цвіркунів». Телебачення NDR виявило: «Ви ніколи не бачили лісу таким жвавим, таким містичним, як у Яна Гафта. Це місце, сповнене великих і малих чудес, які Гафт показує у своєму новому документальному фільмі „Mythos Wald“».
4 квітня 2019 року в кінотеатрах Німеччини вийшов натурфільм Гафта «Луг — рай по сусідству», проєкт профінансований «Німецьким фондом дикої природи». Окрім різноманітності флори та фауни місцевих природних лук, фільм також показує опустелювання луків через надмірне внесення добрив та пестициди. Як повідомляє щоденна газета «Die Welt», у фільмі представлені «захоплюючі образи місцевої природи». Однак «Луг» також є «закликом до обережного поводження з середовищем проживання, поступове зниження якого може ще більше прискорити вимирання видів».
Фільми Гафта виробили дуже незалежну кінематографічну мову та естетику. Технічний аспект його стилю фільму був описаний у портреті NDR: «Уповільнена зйомка та уповільнена зйомка, макрозйомки та рухома камера роблять процеси, які ледь помітні оку, відчутними та розкривають приховані зв'язки. Його фільми дозволяють глядачеві глибоко зануритися в світ, який здається йому знайомим, і заново відкрити його абсолютно по-новому».
Дружина Яна Гафта Мелані — науковиця з питань медіа та комунікацій. З 2001 року вона працює керівницею виробництва їх спільної кінокомпанії. У подружжя троє дітей, і сім'я живе у фермерському будинку в Ізенталі.

## Роботи та нагороди

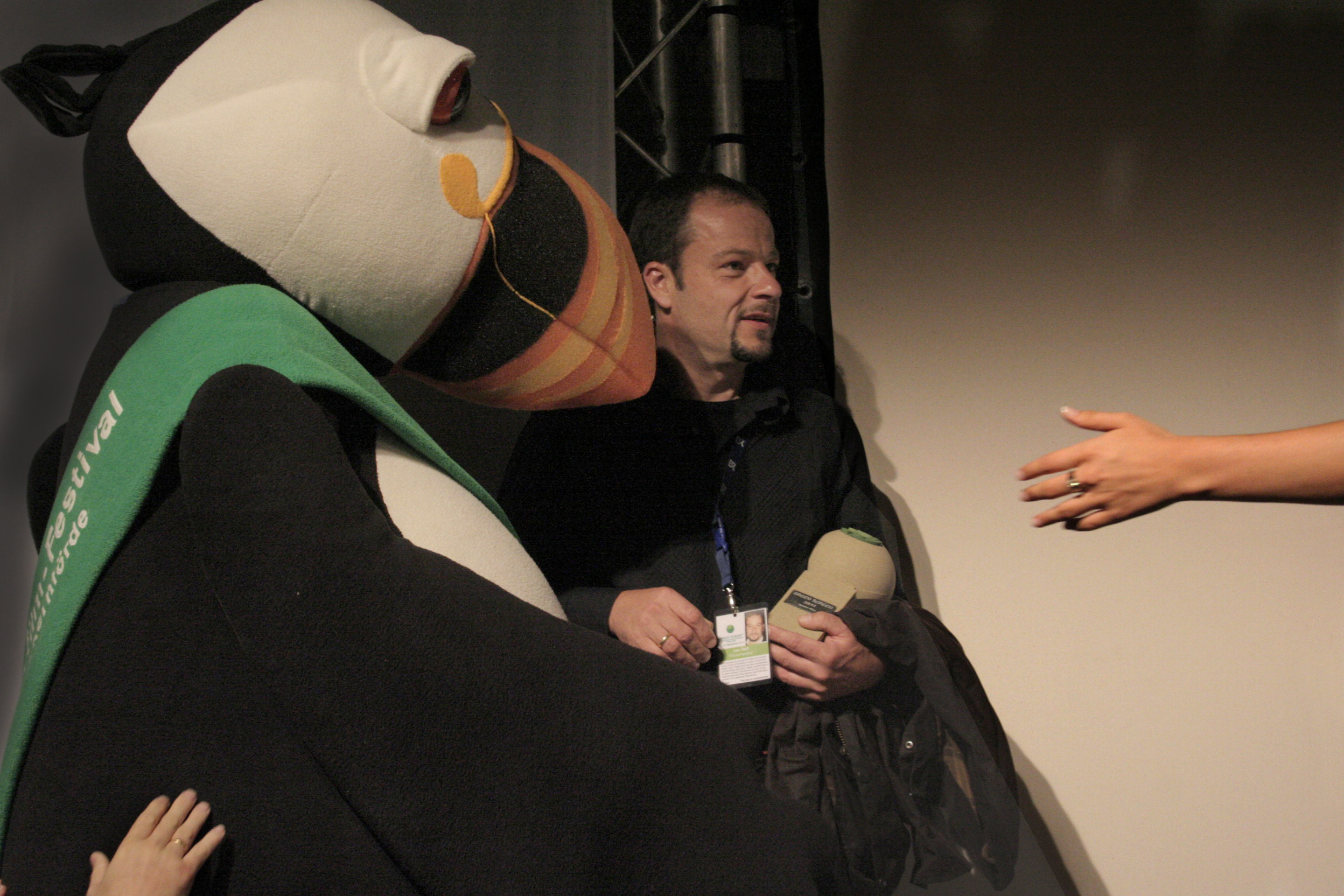
Ян Гафт на Міжнародному фестивалі фільмів про природу Green Screen 2011 в Еккернфьорде з нагородою за найкращий фільм за Дику Скандинавію — Норвегія

- 2007: Die Geschichte der Blumenwiese (Green Screen[de]: Bester Film/ Puchalski Film Festival, Polen: Best Educational Film)
- 2008: Wilde Türkei (Green Screen[de]: Bester Film; online: Teil 1, Teil 2)
- 2008: Mein Isental (NaturVision[de]: Filmpreis Bayern/TUR Ostrava, Tschechien: Grand Prix)
- 2009: Mythos Wald (Berg- und Abenteuerfilmfestival Graz[de], Österreich: Grand Prix Graz; online: Teil 1, Teil 2)
- 2010: Das Kornfeld — Dschungel für einen Sommer (Darsser Naturfilmfestival[de]: Deutscher Naturfilmpreis 2010 / NaturVision[de]: Der Große Filmpreis und Die Beste Kamera [7]/Green Screen[de]: Beste Bildgestaltung)
- 2011: Wildes Skandinavien — Norwegen (Green Screen[de]: Bester Film/ Darsser Naturfilmfestival[de]: Deutscher Naturfilmpreis 2011)
- 2015: Wilde Slowakei (NaturVision: Sonderpreis der Jury)
- 2015: Seeadler — Der Vogel Phönix (Naturfilmtage Bayrischer Wald: Filmpreis Bayern)
- 2016: Wildes Deutschland — Der Chiemsee (Green Screen[de]: Heinz-Sielmann-Filmpreis)
- 2016: Magie der Moore (Darsser Naturfilmfestival: Bester Film Wildnis Natur)
- 2017: Biene Majas wilde Schwestern (Darsser Naturfilmfestival[de]: Bester Film Wildnis Natur)
- 2018: Magie der Fjorde (Darsser Naturfilmfestival: Bester Film Wildnis Natur)
- 2018: Magisches Island (Internationales Mountainfilm-Festival Graz: Grand Prix Graz 2019)[8]
- 2019: Die Wiese – Ein Paradies nebenan[de]
- 2019: Rettet die Insekten! mit Dirk Neumann[9]
- 2021: Heimat Natur

## Участь в підготовці фільмів інших авторів
- Der auf die Tiere wartet — Jan Haft. Dokumentarfilm, Deutschland, 2017, 44:08 Min., Buch und Regie: Werner Schuessler, Produktion: Bayerischer Rundfunk[de], Reihe: natur exclusiv[de], Erstsendung: 2. September 2017 beim Bayerischen Fernsehen[de], Inhaltsangabe von BR.

- Passion for Planet — Leben als Tierfilmer. Dokumentarfilm, Deutschland, 2017, 90 Min., Buch und Regie: Werner Schuessler, Produktion: ¿are u happy? films, Indi Film, SWR[de], SRF[de], Reihe: natur exclusiv, Erstsendung: 23. August 2017 bei Das Erste[de], Inhaltsangabe von ARD, Vorschau,1:31 хвилин Портрет режисерів дикої природи та природи Яна Хафта, Роба Стюарта, Ріти Банерджі, Марка Шеллі, Майкла та Ріти Шламбергер.

- Abenteuer Naturfilm. Gespräch mit Video-Einspielungen, Deutschland, 2014, 58:15 Min., Moderation: Andrea Grießmann[de], Produktion: WDR, BR-alpha[de], SWR[de], Reihe: Planet Wissen[de] перша трансляція: 21. Січень 2014 на WDR, онлайн-відео.

## Представницька роль
- Гафт є членом Опікунської ради Фонду Гайнца Зільмана.[10]

## Книжки
- - Jan Haft: Die Wiese: Lockruf in eine geheimnisvolle Welt. Penguin Verlag, München 2019, 256 S., ISBN 978-3-328-60066-4, Besprechungen: [11].
  - Jan Haft: Heimat Natur: Eine Entdeckungsreise durch unsere schönsten Lebensräume von den Alpen bis zur See. Penguin Verlag 2021, ISBN 978-3328601647.

## Про нього
- Andrea Ritter: Auf der grünen Wiese. Ein Naturgang mit dem Biologen Jan Hanft, in: Stern Nr. 21, 20. Mai 2021, S. 40–45.